# 将来歩兵システム
将来歩兵システム（しょうらいほへいシステム）は、兵士に負担をかけない小型軽量な装備で情報能力と防護能力を高めて、兵士が接近戦で安全かつ優位に戦えるために開発されているシステムのことである。
装備による物理的な防御もさることながら、いかに兵士相互や指揮所とをネットワーク化し、的確な情報を提供しながら連携の取れた行動ができるよう支援するかが要点となっている。

## 主要装備
システムが現実的であるためには、総重量が20kg以下で兵士の機動力を損なわず、また生理的負担を軽減するために、ナノ技術をはじめとした高度な素材技術を駆使して、従来にないレベルの小型軽量化および省エネ化を達成する必要がある。
- 情報能力関連技術
  - センサーシステム：薄明かりでも光を増幅して見える暗視装置、赤外線カメラ、銃に装着して頭を出さなくても壁の向こう側が見えるカラーTVカメラなどの分散型センサーシステム。
  - 先進ヘルメットシステム：各種センサーの映像、地図や建物の構造図、敵味方の位置などの戦術情報、目標情報や指示・命令などの情報を戦況に応じて取捨選択しての表示を可能にするシステム。
  - ウェアラブル・コンピューターおよび通信システム：兵士レベルのネットワーク中心の戦い(NCW)を実現するための核心部のシステム。

- 防護能力関連技術

- - ヘルメット一体型ガスマスク：対NBC防護を可能とするガスマスク。
  - 先進戦闘服システム：機能として対NBC防護だけでなく、気温、気圧の変化への対処機能、カメレオンのようなアクティブ迷彩機能も期待されている。
  - 生体情報モニターシステム：戦闘服が下着と一体になった生体信号センサーで、心拍数、体温、疲労度などを表す信号を検知し、コンピューターでモニターすると同時に、指揮所に送信する。指揮官や医師が各兵士を離れた場所から監視することにより、早期に適切な救急処置が可能となる。
  - 先進ボディー・アーマー：弾丸などから体を守るためのプロテクターで、兵士の動きを束縛しない構造となっている。特に液体式アーマーは、通常状態ではソフトで体に密着しているが、弾丸などの衝撃により硬化して身を守ることができる。

- その他の構成要素
  - 筋力増強システム：エクソスケルトンと呼ばれるシステムを装着すると、兵士の筋力を増強する補助具として働き、長時間の重量物の運搬や急傾斜地の登坂などが可能となる。
  - 電力供給システム：上記のような先進的システムを最低数日間連続して稼動させるには、各システムの省エネ化とともに、高性能の電力供給システムが必要となる。高電力密度二次電池や燃料電池のほか、兵士の運動からの自己発電や太陽電池などの複合型電力供給システムが考案されている。

## 各国のプロジェクト
- オーストラリア: Land 125
- ブラジル: COBRA
- カナダ: Integrated Soldier System Project（英）
- チリ: Aguila
- チェコ: 21st-Century Soldier
- フランス:FÉLIN（英）
- ドイツ: IdZ
- インド: F-INSAS
- イラン: SARV
- イタリア: Soldato Futuro
- 日本: 先進個人装備システム（ACIES）
- メキシコ: Systema Xiuhcoatl
- ノルウェー: NORMANS
- ポーランド: Projekt TYTAN
- ロシア: Ratnik
- シンガポール: ACMS
- スイス: IMESS
- トルコ: TEK-ER
- イギリス: FIST
- アメリカ: Future Force Warrior（英）